# Vijverhof (Stichtse Vecht)
Vijverhof is een buitenplaats langs de rivier de Vecht bij het Nederlandse dorp Nieuwersluis.

## Geschiedenis
Agnes Block stichtte de buitenplaats in 1670, na het overlijden van haar echtgenoot Hans de Wolff. Na de aankoop van een boerderij met 14,5 hectare grond liet ze een landhuis verrijzen met een theekoepel en oranjerie. Daarnaast bestond het goed uit boomgaarden, een moes- en bloementuin, plantsoen en bos, meerdere vijvers en op de andere rivieroever een overplaats. In het Rampjaar 1672 werden Franse troepen in Vijverhof ingekwartierd en bleef de buitenplaats gespaard.
In een verwarmde kas kweekte Block in 1685 de eerste vruchtdragende ananas van Europa. Met regelmaat bezochten kunstenaars, waaronder Maria Sibylla Merian, Rochus van Veen, Herman Saftleven, Alida Withoos en Pieter Withoos Vijverhof om op verzoek zeldzame dieren en planten vast te leggen.
In 1813 werd de buitenplaats bij het naastgelegen Over-Holland gevoegd. In 1866 werd Vijverhof weer zelfstandig en kwam een huis in eclectische stijl tot stand. Van het oorspronkelijke landgoed bleef uiteindelijk zo'n 1.5 hectare over.
Vijverhof werd in 1941 aangekocht door de Nationaal-Socialistische Beweging die er een kantoor vestigde. In 1943 werd het een tehuis voor personeel van de EFA-Koremafabrieken en 1945 een 'officiersmess' van Canadese militairen. In latere tijden was het de hoofdvestiging van achtereenvolgens het Hydrobiologisch Instituut (1957-1968), het Limnologisch Instituut (1968-1992) en het Nederlands Instituut voor Ecologie (1992-2011) van de Koninklijke Nederlandse Akademie van Wetenschappen.

## Afbeelding

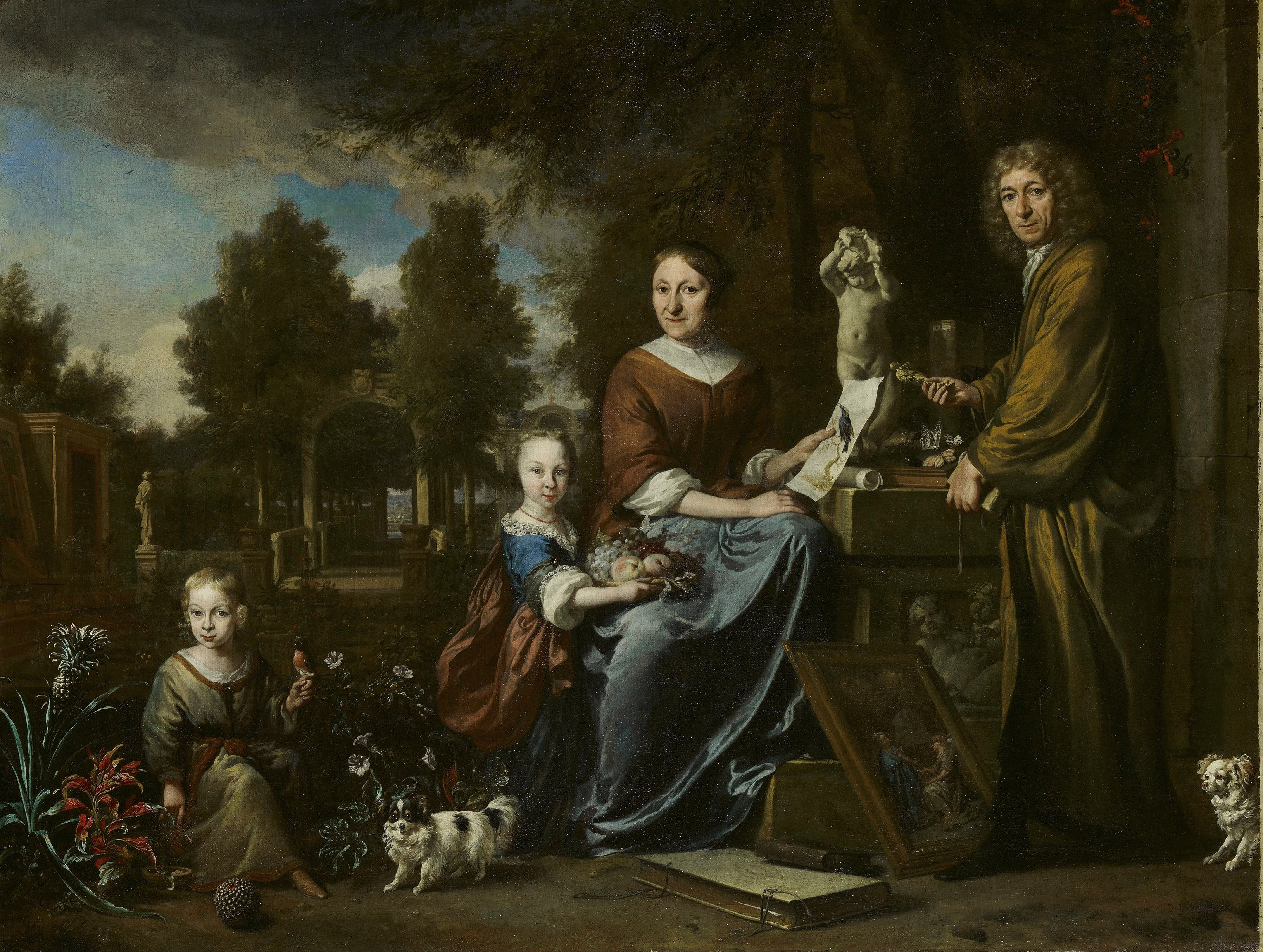
Stichtster Agnes Block met gezin in de tuin van Vijverhof op een schilderij van Jan Weenix

Beek en Hof · 
Bijdorp · 
Boom en Bosch · 
Cromwijck ·
Cronenburgh · 
Daelwijck · 
De Nes · 
Doornburgh · 
Elsenburg · 
Gansenhoef ·
Geesbergen · 
Goudestein ·
Groenevecht ·
Hazenburg ·
Herteveld ·
Hofwerk · 
Hoogevecht ·
Huis ten Bosch ·
Leeuw en Vecht · 
Leeuwenburg · 
Middenhoek · 
Nieuwerhoek · 
Oostervecht · 
Op Buuren · 
Otterspoor ·
Oud Over · 
Ouderhoek · 
Over-Holland · 
Petersburg ·
Queekhoven · 
Raadhoven · 
Richmond ·
Roosendaal · 
Rupelmonde · 
Slangevecht · 
Slotzicht ·
Soetendaal · 
Sterreschans · 
Swaenenvecht · 
Ter Meer · 
Vecht en Dijk · 
Vecht en Hoff ·  
Vechtenstein · 
Vechtevoort · 
Vechtoever · 
Vechtstroom ·  
Vechtvliet · 
Vijverhof · 
Villa Nova ·
Vredenhoef ·
Vreedenhoff ·
Vreedenhorst ·
Vreedenoord ·
Wallestein ·
Zijdebalen ·
Zuylenburgh ·
Zwaanwijck